# 曼丘爾山
48°18′55″N 23°40′54″E / 48.31528°N 23.68167°E

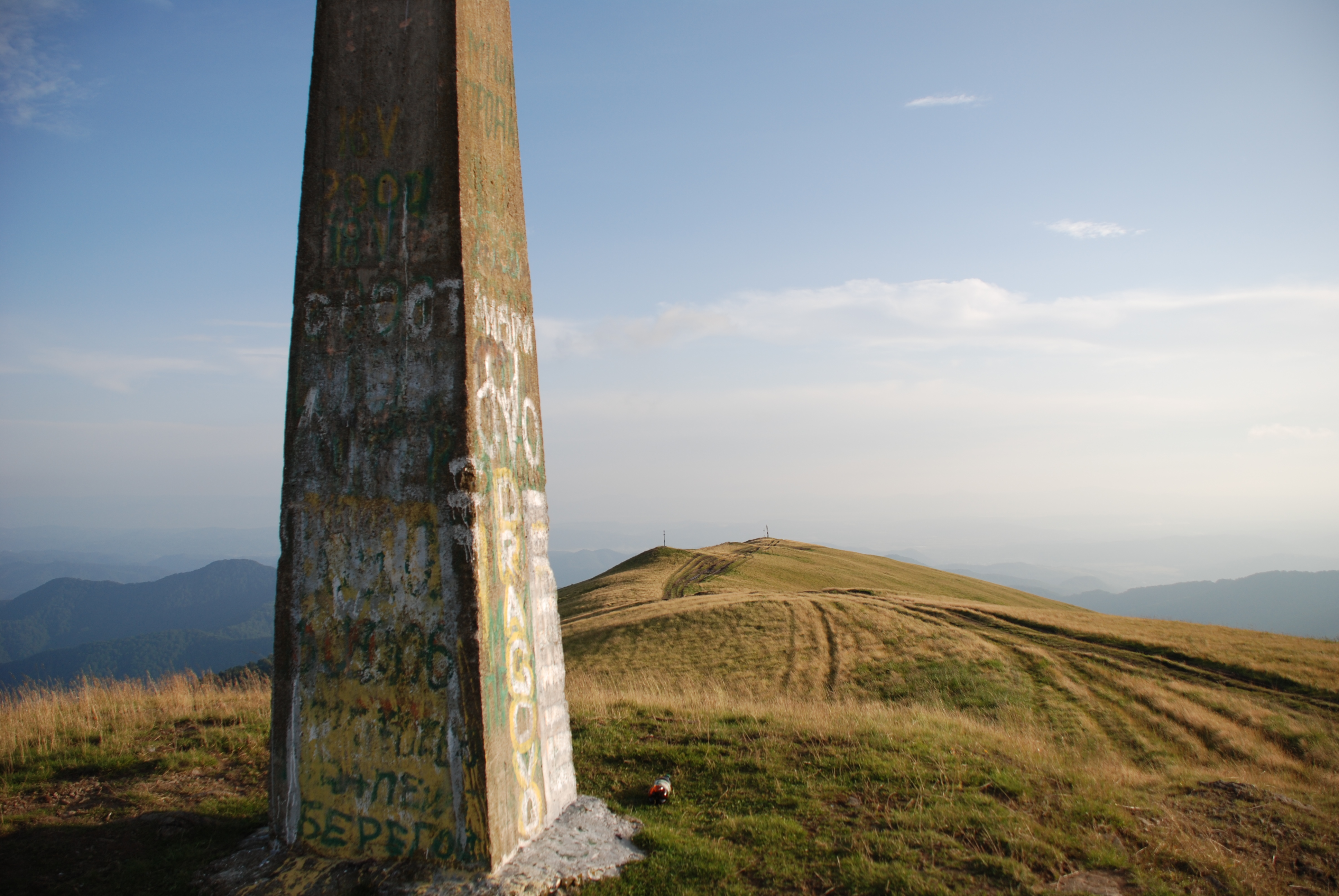

曼丘爾山是烏克蘭的山峰，位於該國西部外喀爾巴阡州，屬於烏克蘭喀爾巴阡山脈中波洛尼納博爾扎瓦山的一部分，海拔高度1,501米。